# Broken Bow (Nebraska)
Broken Bow je grad u američkoj saveznoj državi Nebraska. Prema popisu stanovništva iz 2010. u njemu je živjelo 3,559 stanovnika.